# Vladimír Mečiar
Vladimír Mečiar, född 26 juli 1942 i Zvolen i Tjeckoslovakien, är en slovakisk politiker. Han är partiledare för Folkpartiet – Rörelsen för ett demokratiskt Slovakien (HZDS) och var premiärminister 1992–1998 med ett kort avbrott 1994.
Som premiärminister ledde Mečiar Slovakiens uppbrott från Tjeckoslovakien och var tillförordnad president från självständigheten 1 januari 1993 till 2 mars 1993 då Michal Kováč svors in. Han var åter tillförordnad president 1998 samt sitt partis presidentkandidat 1999 och 2004. Han var ledamot av Nationalrådet från 2002 till parlamentsvalet 2010 då HZDS förlorade samtliga platser.